# Cine Marrocos (filme)
Cine Marrocos é um documentário brasileiro de 2018, dirigido por Ricardo Calil, sobre os ocupantes do abandonado Cine Marrocos, em São Paulo.

## Sinopse
O documentário conta a história de sem-tetos, refugiados africanos e imigrantes latino-americanos que ocuparam o prédio do antigo Cine Marrocos, no centro de São Paulo. A equipe do filme reabriu a sala de projeção e exibiu títulos que foram exibidos no cinema, como “A Grande Ilusão”, de Jean Renoir, e “Noites de Circo”, de Ingmar Bergman, e depois convidou os moradores a participaram de uma oficina de teatro e reencenaram, como atores, trechos desses clássicos. 

## Lançamento
O filme foi exibido pela primeira vez no Dok Leipzig, festival alemão mais antigo do mundo, onde foi premiado com a Pomba de Ouro na categoria Next Masters. Também recebeu o prêmio de melhor documentário ibero-americano no Festival em Guadalajara.
No Brasil, o filme teve sua estreia na 24ª edição do É Tudo Verdade, onde acabou vencedor do prêmio de melhor documentário.